# 陆军先锋体育俱乐部
陆军先锋体育俱乐部（Tala'ae El Jaishis）是埃及的职业足球俱乐部，位于埃及首都开罗。
Jaish在阿拉伯语中为“陆军”的意思，俱乐部的主体育场为开罗军事学院体育场（Cairo Military Academy Stadium）。